# Flugabwehrregiment 5
Das Flugabwehrregiment 5 war eine Einheit der Heeresflugabwehrtruppe der Bundeswehr, die zur 5. Panzerdivision in Diez gehörte und 1993 aufgelöst wurde.

## Aufstellung und Entwicklung
Ab 1. August 1956 wurde das PzFlakArtBtl 5 in Grafenwöhr in der Oberpfalz aufgestellt und erhielt zum 1. April 1957 seine ersten Wehrpflichtigen. Erster Kommandeur war Oberstleutnant Ziegler. Damit kam der junge Verband auf eine personelle Stärke von 27 Offizieren, 108 Unteroffizieren und 640 Mannschaften. Er verlegte im Frühjahr 1957 nach Koblenz-Pfaffendorf (Augusta-Kaserne), wurde in Flugabwehrbataillon 5 umbenannt und der 5. Panzerdivision unterstellt. Am 1. September 1965 wurde das Bataillon nach Lorch in die nagelneue Rheingau-Kaserne verlegt. Neben der Kaserne entstand die Bundeswehrsiedlung Ranselberg. Im Juli 1973 stand erneut eine Umgliederung an. Zwei Batterien wurden nach Marburg verabschiedet und bildeten dort die 1./ und 2./FlaBtl 310. Zum 1. Juli 1979 wuchs das Bataillon im Rahmen der Umgliederung auf die Heeresstruktur 4 zum Flugabwehrregiment auf, das aus nun acht Batterien – davon sechs Geschützbatterien – bestand. Diese wurden mit dem Flakpanzer Gepard ausgestattet.
Das Regiment wurde im Zuge der veränderten politischen Lage zum 31. März 1993 aufgelöst.

## Auftrag
Aufgabe des Flugabwehrregiments war, den Kampf gegen tieffliegende feindliche Luftfahrzeuge über dem Divisionsgebiet zu führen und vornehmlich Kampf- und Kampfunterstützungstruppen sowie für die Operationsführung wichtige Objekte der Division zu schützen.

## Ausrüstung
Im Dezember 1956 bestand die Ausstattung des Btl aus zwölf Vierlingsgeschützen 12,7 mm auf M16 aus US-Beständen. 1958 erfolgte die Umrüstung auf M42 Duster, eine 40-mm-Zwillingskanone auf Selbstfahrlafette. Ende 1961 erhielt 4./FlaBtl 5 das neue Waffensystem Flugabwehrkanone 40 mm L/70. Die durch das FlaFeuerleitgerät Deiswil VII B „Super Fledermaus“ ferngesteuerten 40-mm-Fla-Geschütze befähigten nunmehr das Bataillon, den Feuerkampf auch bei Nacht zu führen. 1973 erfolgte die Einführung der Fliegerfaust 1 „Red Eye“. Am 27. Dezember 1979 begann die Umrüstung auf FlaPz 1 Gepard. Ab Mai 1980 war das FlaRgt 5 ein reines Gepard-Regiment. Im August 1980 erfolgte die Auslieferung der ersten TPz 1 Fuchs als Führungsfahrzeug an FlaRgt 5.